# Esther Imbert
Esther Imbert (* 11. Dezember 1570 in Fontenay-le-Comte; † nach 1593), in einigen Veröffentlichungen La rochelaise genannt, war von 1586 bis 1588 eine Mätresse des französischen Königs Heinrich IV. Das aus bürgerlichen Verhältnissen stammende Mädchen gebar Heinrich IV. im Jahr 1587 sein erstes Kind, das jedoch schon im Jahr darauf verstarb.

## Leben
Esther kam als erstes Kind und damit älteste Tochter Jacques Imberts, Herr von Boislambert, und dessen Frau Catherine Rousseau zur Welt. Ihr Vater war Vogt von Aunis und wurde von Heinrich IV. zu einem maître de requêtes seines Königshofs ernannt.
Der König machte Esther zu seiner Geliebten, als diese erst 16 Jahre alt war und Heinrich zudem schon seit einigen Jahren ein Liebesverhältnis mit Diane d’Andouins, La belle Corisande genannt, unterhielt. Corisande billigte diese Affäre, denn sie versuchte nicht, ihre junge Nebenbuhlerin aus der Gunst des Königs zu verdrängen. Infolge des Verhältnisses brachte Esther am 7. August 1587 in La Rochelle einen Sohn zur Welt, der auf den Namen Gédéon getauft wurde. Er starb jedoch schon im Jahr darauf, sodass Heinrich ihn aufgrund des frühen Todes nicht als ein legitimes Kind anerkennen konnte.
Lange Zeit hielten Historiker des 17. und 18. Jahrhunderts die Ausführungen in Théodore Agrippa d’Aubignés Pamphlet Confession catholique du sieur de Sancy für bare Münze, die Esther Imbert ein trauriges Ende bescheinigten. Danach soll sie später in bitterer Armut gelebt und von ihrem einstigen Liebhaber trotz Bitten um Unterstützung ignoriert worden sein, sodass sie in Saint-Denis gemeinsam mit ihrem Sohn verhungerte. Unterlagen aus der Rechnungskammer des Königs beweisen jedoch, dass dieser durch eine jährliche Pension in Höhe von 600 Écus und weiteren regelmäßige Zahlungen gut für seine ehemalige Mätresse sorgte.
Wo und wann genau Esther Imbert verstarb, ist bisher nicht bekannt.